# Тюленев, Станислав Александрович
Станислав Александрович Тюленев (укр. Станіслав Олександрович Тюленєв; 2 января 1973, Фрунзе, Киргизская ССР, СССР) — советский и украинский футболист, вратарь.

## Игровая карьера
Воспитанник ДЮСШ (Бишкек). В 1991—1992 годах играл в команде родного города «Алга», с которой в 1992 стал победителем первого независимого чемпионата Кыргызстана. В 1993 перешёл в украинский клуб второй лиги «Днепр» (Черкассы). С черкасской командой стал победителем первенства Украины (вторая лига) и завоевал право выступать в первой лиге. За три неполных сезона в Черкассах Тюленев не смог получить место основного вратаря, сыграл всего в 23-х матчах. С 1994 года играл в командах «Десна» (Чернигов), «Колос» (Краснодар), «Николаев», но не в одной из них также не стал основным вратарём. В 1998 году вернулся в «Черкассы», где и завершил карьеру.

## Карьера в сборной
В составе сборной Кыргызстана провёл 1 товарищеский матч. 26 сентября 1992 года сыграл 90 минут в Бишкеке против сборной Казахстана (1:1).

## Достижения
«Алга» Бишкек
- Победитель чемпионата Кыргызстана (1): 1992

 «Днепр» Черкассы
- Победитель второй лиги чемпионата Украины (1): 1992/93